# Szentgotthárdi csata (Rákóczi-szabadságharc)
A Rákóczi-szabadságharc alatt két csatát vívtak Szentgotthárdnál. A legjelentősebb a második szentgotthárdi csata, amelyben a Vak Bottyán János vezette kuruc és a Hannibal Heister generális irányította császári (osztrák, horvát, rác) csapatok csaptak össze, 1705. december 13-án. Hannibal Heister Sigbert Heister osztrák generális testvére volt.

## Előzmények
A szabadságharc első eseményei közt van Károlyi Sándor első dunántúli hadjárata (1704), amely nem járt sikerrel. Bár több kisebb csatát nyert, és Szentgotthárdnál július 4-én kiverte Johann Rabatta grazi várnagy erőit, melyben segítségére voltak a környék német, magyar és szlovén lakosai. Csakhogy június 13-án a koroncói csatában Heister összezúzta Forgách Simont, majd az év végére az egész Dunántúlt visszafoglalta.
1705. november 2-án elindult a második dunántúli hadjárat, s Bottyán János 8000 fős seregével kivonult Kecskemétről és néhány hét múlva erői harmincezer főre duzzadtak.
Vak Bottyán bevette Kapuvárt és Pápát, benyomult Vas vármegyébe és Sárvárnál megfutamította gróf Pálffy Jánost, akit Szombathelyig űzött.
December 10-én Kőszeg megadta magát, s ekkor Vak Bottyán elkerülve Szombathelyt, délnek Szentgotthárd irányába vonult, ahol Heister táborozott.

## A csata menete
A kurucok Nagyfalva és Szentgotthárd között ütöttek rajta a császáriakon, s a meglepett Heister nem bírt ellenállni. A csatába beavatkozva Kőszegről leszáguldott Bezerédj Imre lovasezrede, amely alaposan megtépázta az osztrákok egyik szárnyát képező vajdasági szerbeket és kiszorította őket Stájerországba. Ezt a cselekedett egy ismeretlen kuruc költő is megörökítette egyik rigmusában, mely így szól:
Fölgyüve aztán Rába mellékire
Szálla Szentgotthárdnak híres mezeire
Országunk prédáló rácokat ott veré
El bé Stiriába üldözé fegyvere.

## Következmények
Bottyán beszorította Heister csapatait Szalónakba. A győzelemmel betetőzték a sikeres második dunántúli hadjáratot, az országrész felszabadult. Ez ugyanakkor helyreállította Rákóczi zsibói veresége okozta katonai válságot.